# (100483) NAOJ
(100483) NAOJ ist ein Asteroid des Hauptgürtels, der am 30. Oktober 1996 von den japanischen Astronomen Isao Satō, Hideo Fukushima und Naotaka Yamamoto an der Mitaka-Station (IAU-Code 388) des National Astronomical Observatory of Japan in Mitaka westlich von Tokio entdeckt wurde.
Der Asteroid wurde am 12. Dezember 2008 zur Erinnerung an den zwanzigsten Jahrestag des National Astronomical Observatory of Japan (NAOJ) benannt.